# Muzeum Historii Naturalnej w Londynie

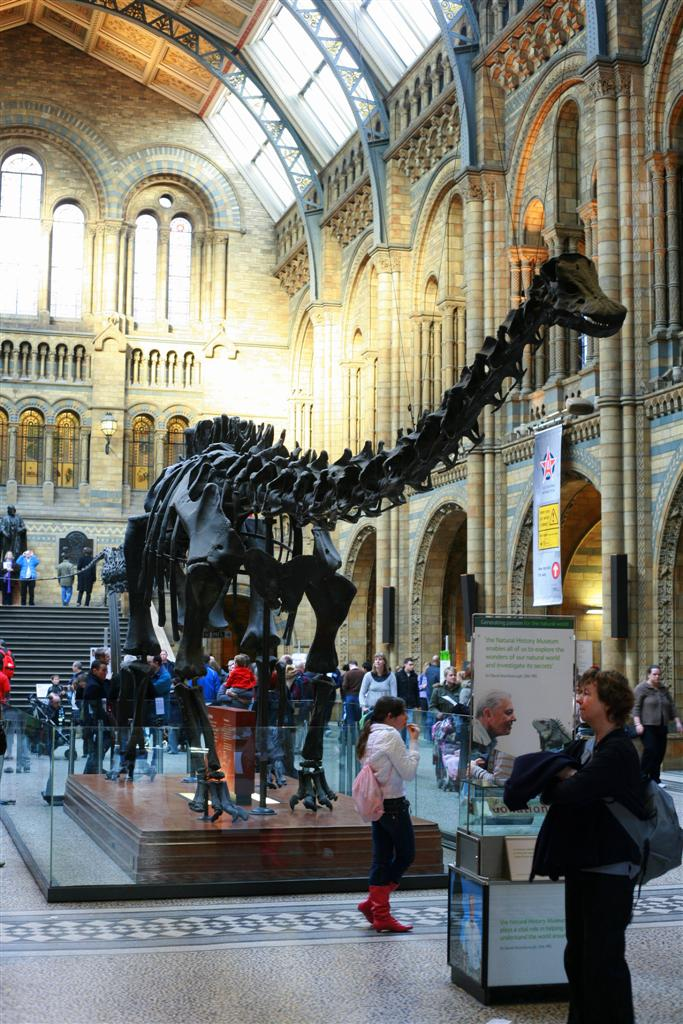
Wnętrze Muzeum Historii Naturalnej w Londynie

Muzeum Historii Naturalnej (ang. Natural History Museum) w Londynie jest jednym z trzech wielkich muzeów znajdujących się przy Exhibition Road w South Kensington (inne to Science Museum i Muzeum Wiktorii i Alberta; główne wejście do MHN znajduje się od strony Cromwell Road). 
Tradycyjną nazwą tej instytucji do 1992 było Muzeum Brytyjskie (Historii Naturalnej) [ang. British Museum (Natural History)]. W 1985 do muzeum włączono niegdyś niezależne Muzeum Geologiczne (ang. Geological Museum).

## Zbiory i budynek muzeum
Prace nad budynkiem rozpoczęto w 1873, a zakończono je w 1880. Oficjalne otwarcie odbyło się w 1881.
Kolekcja muzeum liczy ponad 70 milionów eksponatów, a całość dzieli się na 5 głównych działów: botanika, entomologia, mineralogia, paleontologia i zoologia. Dużą popularnością cieszy się symulowane trzęsienie ziemi, którego mogą doświadczyć zwiedzający oraz galeria dinozaurów, gdzie znajduje się ryczący, ruchomy dinozaur-robot. Od 1979 do stycznia 2017 w głównym holu znajdował się odlew szkieletu diplodoka, zwany Dippy. Obecnie zastąpiony jest on przez szkielet płetwala błękitnego. Na samym szczycie galerii znajduje się plaster wycięty z pnia sekwoi o średnicy 6 metrów.

## Zwiedzanie
W muzeum tym można wielu eksponatów dotknąć, spróbować, wykonać różne symulacje i eksperymenty, a całość jest głównie przeznaczona dla młodszych, choć starsi też mogą się wiele nauczyć. Znajduje się tam m.in. kolekcja ryb, płazów, gadów, ptaków i ssaków w różnych stadiach ewolucji.
Wstęp do muzeum jest bezpłatny, jednak niektóre wystawy bywają biletowane. W środku znajdują się skrzynki na datki od zwiedzających, wykorzystywane na utrzymanie budynku i znajdujących się w nim eksponatów.